# 木茹乡
木茹乡，是中华人民共和国四川省甘孜藏族自治州道孚县下辖的一个乡镇级行政单位。

## 行政区划
木茹乡下辖以下地区：
瓦达村、克尔鲁村、牧业村、斯宜日村和格村。